# Tettu Facula
La Tettu Facula è una struttura geologica della superficie di Ganimede.